# معبد الإمبراطور هيتشو غوان
معبد هيتشو الإمبراطور جوان  (simplified Chinese)، أو معبد Haizhou Guandi ،  هو معبد يقع في بلدة Haizhou ، مقاطعة Yanhu ، مدينة Yuncheng ، مقاطعة Shanxi . تم الترحيب به على أنه «الجد الأكبر للمعابد المخصصة لغوان يو» (关 庙 之 祖). المعبد هو أكبر مجمع طاوي على طراز القصر ومعبد عسكري في الصين.

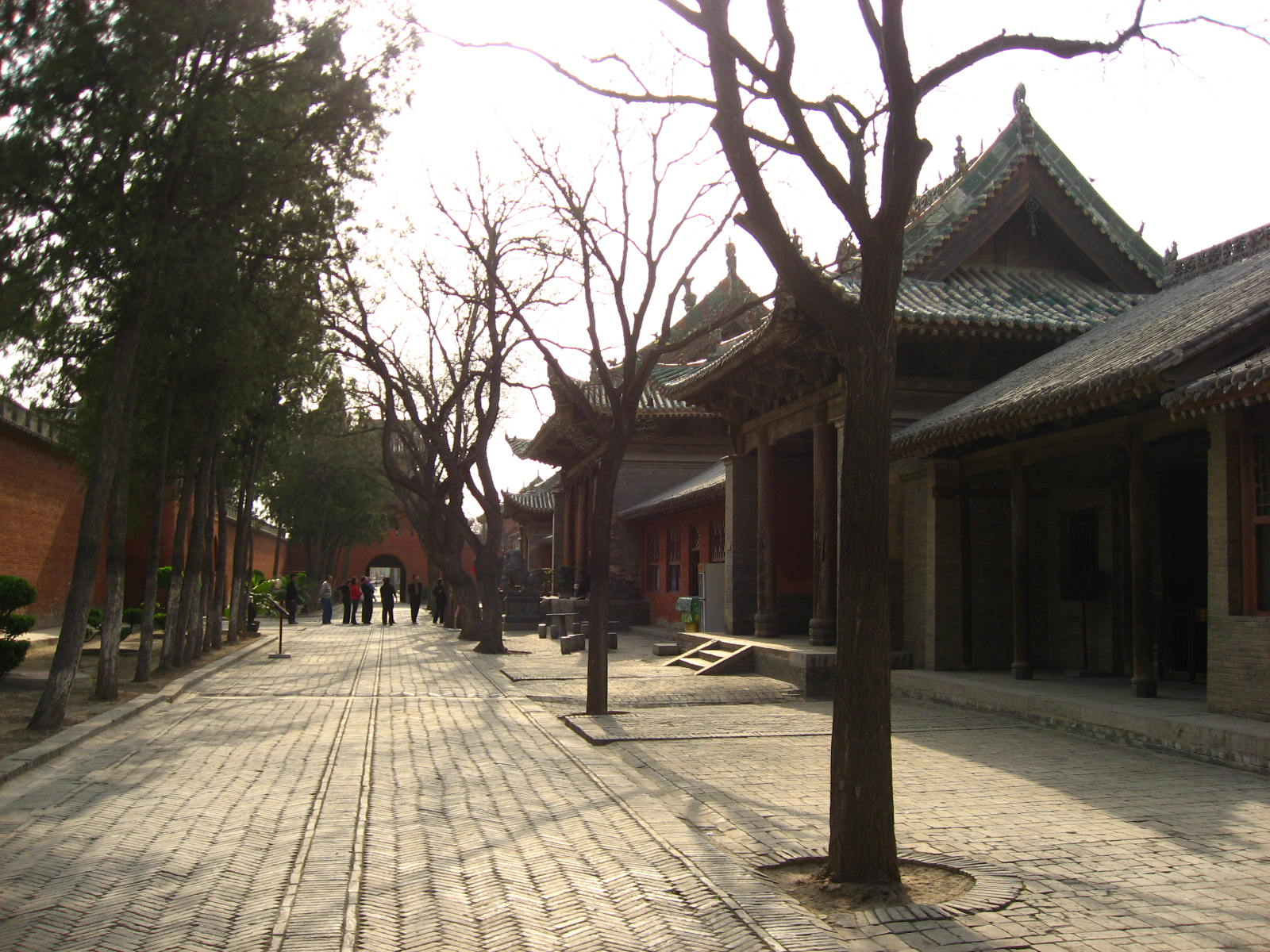
تستقيم
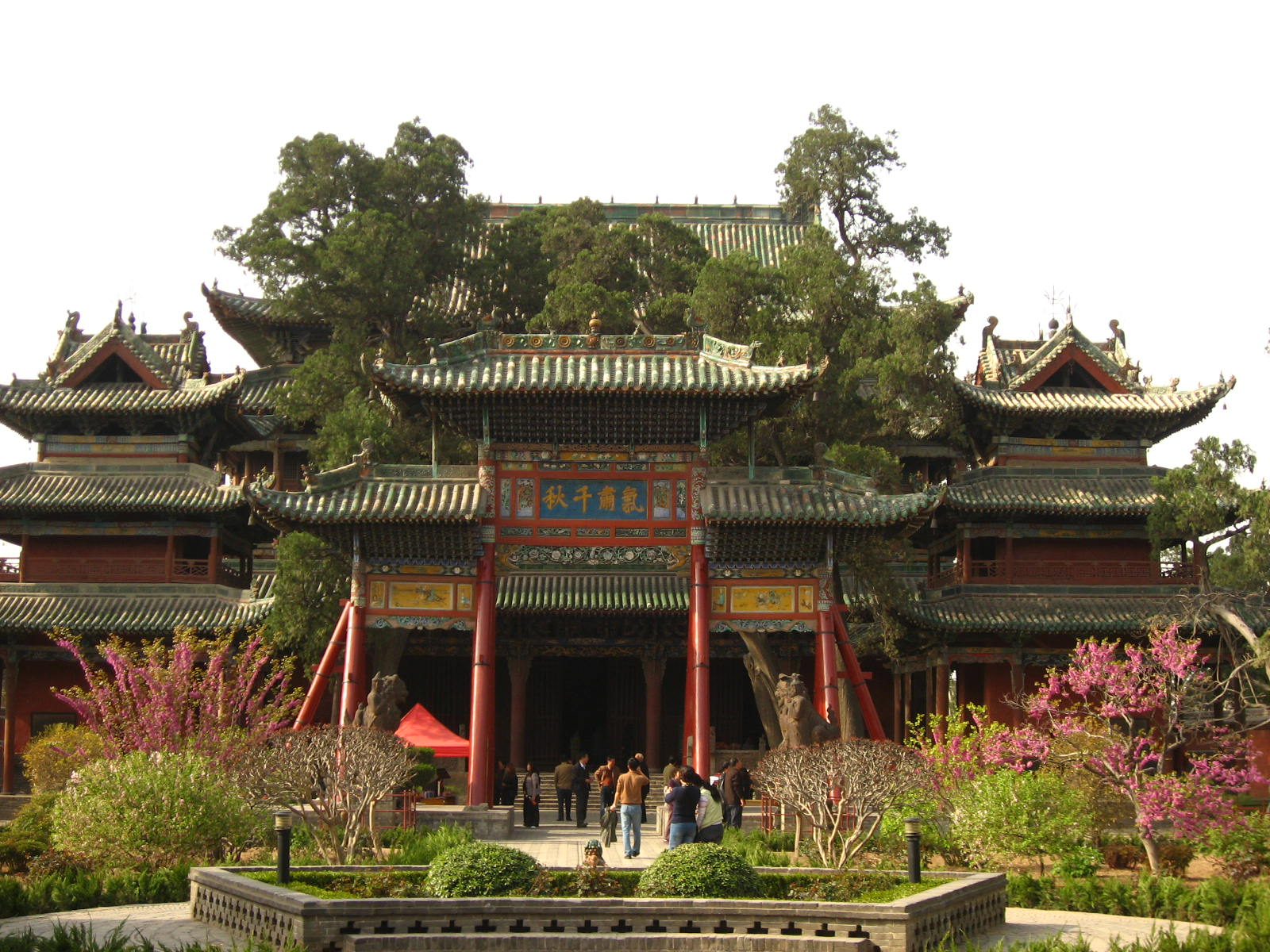
تستقيم

المعبد هو أكبر معبد للإمبراطور جوان (关帝庙) في الصين. تبلغ مساحتها الإجمالية 220.000 متر مربع، بها أكثر من 200 غرفة.

## تاريخه
تم إنشاء معبد هيتشو الإمبراطور جوان في العام التاسع من Kaihuang (开 皇) في عهد أسرة Sui (589)، وتم توسيعه وإعادة بنائه في عهد أسرة Song وMing .
تم تدمير المعبد بالنيران في العام الواحد والأربعين من حكم كانغشي (1702) في عهد أسرة تشينغ وتم ترميمه بعد ذلك، بعد أكثر من عشر سنوات من تدميره.

## الاهتمام به
عام 1957 تم تعيين معبد هيتشو الإمبراطور كوان من قبل الحكومة الشعبية لمقاطعة شانشي كأول دفعة من وحدات حماية الآثار الثقافية الرئيسية على مستوى المقاطعة في مقاطعة شانشي.
عام 1988،  تم إدراج معبد هيتشو الإمبراطور جوان كموقع تاريخي وثقافي رئيسي محمي على المستوى الوطني في الصين.